# Electuario

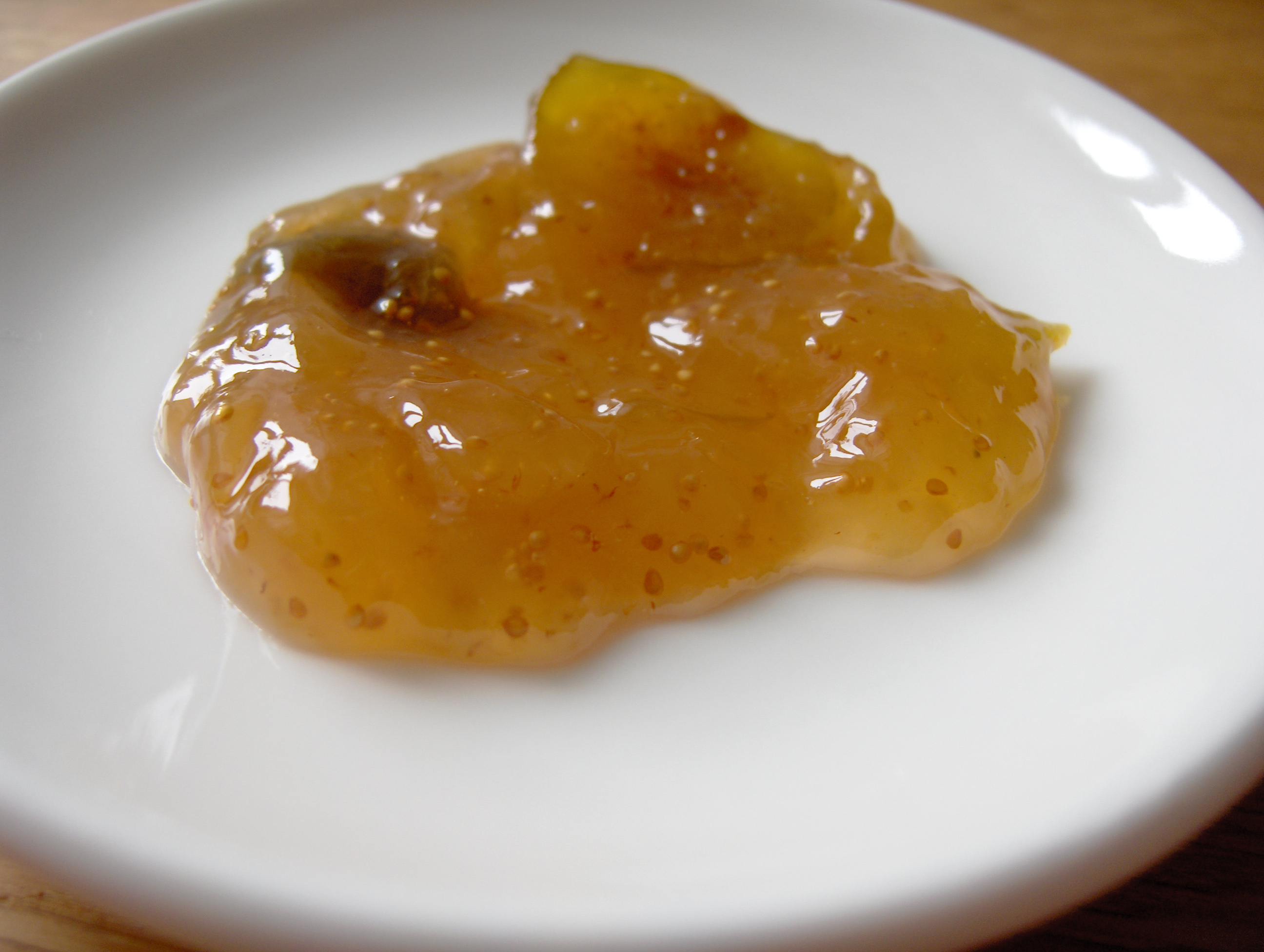

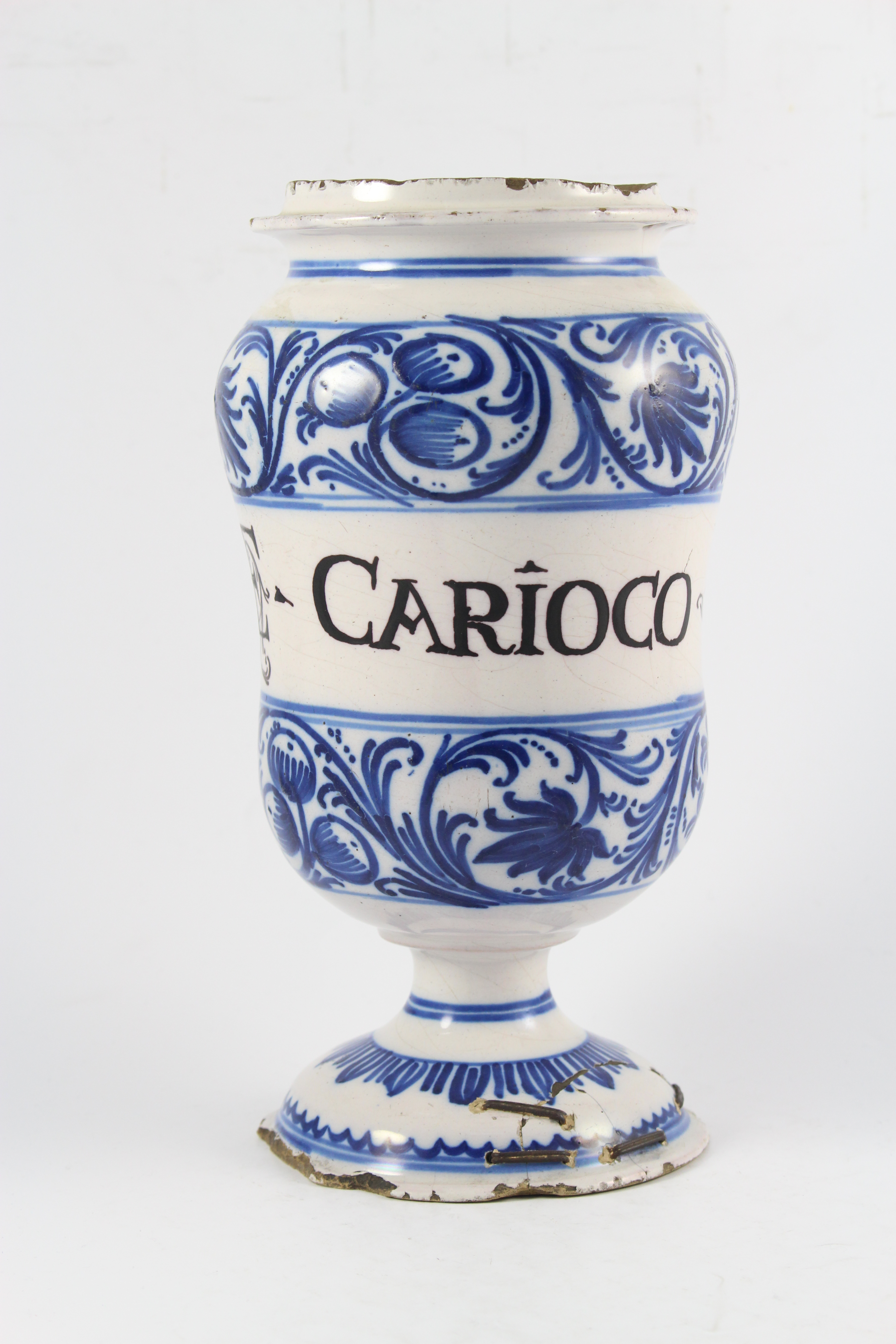
Tarro de farmacia para conservar electuarios (Lyon,)

Un electuario, lectuario o letuario es un preparado comestible similar a una confitura, que se utilizó en Europa como fármaco desde la Antigua Roma hasta la Edad Media. El letuario suele contener varias hierbas y raíces con propiedades medicinales, pulverizadas y mezcladas en una solución muy azucarada (un almíbar), bien sea por medio de miel, azúcar u otros jarabes (originalmente el primero). La miel, además de ser la sustancia que sirve como vehículo de los principios activos, daba mejor sabor al preparado. Cuando se usaba jarabe, el cual ya contiene azúcar disuelta, se prescinde de agua y el conjunto se preparaba formando una masa pastosa. Según la dietética medieval, basada en la teoría hipocrática-galénica de los humores, las frutas tenían una consideración más de medicina que de alimento, por eso eran un ingrediente fundamental de los lectuarios.

## Etimología
Proviene del latín medieval ēlectārium, a su vez del griego clásico ἐκλεικτόν ekleiktón, derivada de ἐκλείχω ekleíkhō que significa ‘lamer’.

## Usos

### Uso medicinal
Los electuarios eran considerados formas farmacéuticas ya que contenían en su interior los principios medicinales que se administrarían a los enfermos. Solo los magistri farmacéuticos y personas con gran conocimiento y licencia podían prepararlos. Un electuario famoso fue la triaca cuyo número de componentes podía variar entre los 4 de la triaca diatessaron y 78 de la de Nicostrato. 

### Uso culinario
En la cocina española del siglo XVI existía un postre denominado letuario de naranjas elaborado a base de cocimientos con diversas mieles. Entre los más habituales se encuentra el diacitrón, el calabazate, el membrillate, etc.